# 甲斐町西
甲斐町西（かいのちょうにし）は、大阪府堺市堺区にある地名。2024年現在の行政地名は甲斐町西一丁から甲斐町西三丁。住居表示は実施済。

## 地理
堺区の中央部に位置する。南東は甲斐町東、北西は栄橋町、南西は大町西、北東は市之町西に接する。南東から順に一丁から三丁がある。

### 河川
- 土居川
  - 栄橋
  - 竜神橋

## 歴史

### 沿革
はじめ1 - 5丁、1959年（昭和34年）から1 - 3丁がある。
- 1872年（明治5年）、甲斐町中浜・甲斐町浜より甲斐町西成立。堺町のうち。
- 1879年（明治12年）、郡区町村編成法施行により、堺区の所属となる。
- 1889年（明治22年）、市制施行により、堺市の所属となる。
- 1959年（昭和34年）、甲斐町の一部を編入[6]。
- 2006年（平成18年）、堺市が政令指定都市に移行し、行政区を設置。甲斐町西は堺区の所属となる。

## 世帯数と人口
2024年（令和6年）6月30日現在の世帯数と人口は以下の通りである。
| 丁           | 世帯数  | 人口    |
| ------------ | ------- | ------- |
| 甲斐町西一丁 | 167世帯 | 260人   |
| 甲斐町西二丁 | 177世帯 | 318人   |
| 甲斐町西三丁 | 354世帯 | 456人   |
| 計           | 698世帯 | 1,034人 |

### 人口の変遷
| 1995年（平成7年）  | 935人 | [ 7 ]  |  |
| 2000年（平成12年） | 858人 | [ 8 ]  |  |
| 2005年（平成17年） | 901人 | [ 9 ]  |  |
| 2010年（平成22年） | 958人 | [ 10 ] |  |
| 2015年（平成27年） | 915人 | [ 11 ] |  |
| 2020年（令和2年）  | 920人 | [ 12 ] |  |

### 世帯数の変遷
| 1995年（平成7年）  | 404世帯 | [ 7 ]  |  |
| 2000年（平成12年） | 389世帯 | [ 8 ]  |  |
| 2005年（平成17年） | 449世帯 | [ 9 ]  |  |
| 2010年（平成22年） | 532世帯 | [ 10 ] |  |
| 2015年（平成27年） | 538世帯 | [ 11 ] |  |
| 2020年（令和2年）  | 569世帯 | [ 12 ] |  |

## 学区
市立小・中学校に通う場合、学区は以下の通りとなる。
| 丁           | 番   | 小学校         | 中学校           |
| ------------ | ---- | -------------- | ---------------- |
| 甲斐町西一丁 | 全域 | 堺市立市小学校 | 堺市立月州中学校 |
| 甲斐町西二丁 | 全域 | 堺市立市小学校 | 堺市立月州中学校 |
| 甲斐町西三丁 | 全域 | 堺市立市小学校 | 堺市立月州中学校 |

## 事業所
2021年（令和3年）現在の経済センサス調査による事業所数と従業員数は以下の通りである。
| 丁           | 事業所数 | 従業員数 |
| ------------ | -------- | -------- |
| 甲斐町西一丁 | 33事業所 | 392人    |
| 甲斐町西二丁 | 18事業所 | 313人    |
| 甲斐町西三丁 | 12事業所 | 92人     |
| 計           | 63事業所 | 797人    |

## 交通

### 道路
- 大道筋（堺市道大道筋）

## 施設
- 伊予銀行堺支店
- 南都銀行堺支店
- 与謝野晶子生家跡碑
- 甲斐町公園

## 郵便
- 郵便番号：590-0950[3]（集配局：堺郵便局[15]）。